# インフィニット (映画)
『インフィニット』（原題：Sleight）は2016年にアメリカ合衆国で公開されたSF映画である。監督はJ・D・ディラード、主演はジェイコブ・ラティモアが務めた。
なお、本作は日本で劇場公開されなかったが、2017年11月8日にDVDが発売された。

## ストーリー
両親が亡くなったため、マジシャンのボーは幼い妹の面倒を見なければならなくなった。2人分の生活費を稼ぐため、ボーはドラッグの売買に手を染めるようになってしまった。ただ、ボーがマジシャンとしての活動をやめることはなかった。彼が得意としていたのはゾンビボールであった。しかし、それはマジックではなかった。ボーは電磁力を操ることができたため、テグスを使うことなく金属の球を空中に浮かせることができたのである。ボーがこの能力を身につけたのは高校の理科の実験中であった。優秀な成績を収めていたボーは大学に進学するための奨学金を得ていたが、妹の面倒を見るためにそれを辞退せざるを得なかった。
ボーがドラッグの売買に目を付けたのは、ドラッグの入手先（アンゲロ）と需要が安定していたからだった。しかし、あるギャングが麻薬販売に新規参入してきたため、ボーはだんだん稼げなくなっていった。アンゲロに命じられてギャングの親玉の行方を追っていたボーは、友人が経営する店でドラッグの売買が行われていることを知り、その現場に向かった。ドラッグを買いに来た客を装い、ボーは売人の一人に接近した。一瞬の隙を突いて、ボーは売人の携帯電話を盗み出した。スリの技術はマジシャンをやっているうちに習得したものであった。携帯電話の着信履歴を調べたボーは、ギャングがモーリスという名前の売人からドラッグを入手していることを知った。モーリスの拠点の所在を突き止めたアンゲロは、ボーと共に拠点に押し入った。モーリスを捕まえたアンゲロは、ボーに命じてその腕を切断した。
ボーはドラッグ販売の利益から少しずつ金をちょろまかしていたが、それに気付いたアンゲロに「落とし前として4万5000ドルを払え。さもなくば、お前を殺す。」と脅された。必死でお金をかき集めたボーだったが、残り9000ドルを調達できずにいた。困窮したボーはクラブを経営する友人の金庫から金を盗み出さざるを得なくなった。友人から金を盗むことに罪悪感を覚えていたボーではあったが、死の恐怖から逃れたいという思いの方が強かった。
しかし、そこにギャングたちがやって来た。ボーを見つけたギャングたちは彼を殴って気絶させ、車のトランクに押し込んで誘拐した。電磁気力を使ってトランクから脱出したボーであったが、所持金を全て奪われてしまった。その矢先、ボーはアンゲロが妹を人質として誘拐したことを知った。ボーはかつての恩師に会い「電磁気を操る力を更に強めたい」と言った。しばらく考え込んだ後、先生は振動電流を操る能力を付加すると言うアイデアを思いつき、「電流によって生じる熱のせいで、君の腕に大きな負荷がかかるから用心して使いたまえ」と警告した上で、彼にその能力を付加した。
常人を超える能力を会得したボーは、妹を救い出すためにアンゲロの家に向かった。

## キャスト
- ベイシル・ウルフ（ボー） - ジェイコブ・ラティモア
- ホリー - セイチェル・ガブリエル
- アンゲロ - デュレ・ヒル
- ティナ・ウルフ - ストーム・リード
- ゲオルギ - サシーア・ザメイタ
- パッキー - マイケル・ヴィラー
- ラモーネ - ブランドン・ジョンソン
- ルナ - キャメロン・エスポジート

## 公開
2016年1月23日、本作はサンダンス映画祭でプレミアを迎えた。28日、ブラムハウス・プロダクションズとWWEスタジオズが本作の全米配給権を獲得したとの報道があった。

## 興行収入
本作は『ザ・サークル』、『バーフバリ 王の凱旋』、『ラテン・ジゴロになる方法』と同じ週に公開され、公開初週末に100万ドルから200万ドルを稼ぎ出すと予想されており、この予想は的中した。2017年4月28日、本作は全米565館で封切られ、公開初週末に170万ドルを稼ぎ出し、週末興行収入ランキング初登場14位となった。

## 評価
本作は批評家から好意的に評価されている。映画批評集積サイトのRotten Tomatoesには36件のレビューがあり、批評家支持率は72%、平均点は10点満点で5.9点となっている。サイト側による批評家の見解の要約は「多少観客を苛立たせるものがあったとしても、『インフィニット』はジャンルの規範を転覆させ、スマートなマジック・ミステリーになっている。俳優陣の演技も上手い。」となっている。また、Metacriticには18件のレビューがあり、加重平均値は62/100となっている。